# Wálter Pelletti
Wálter Pelletti, vollständiger Name Wálter Luis Pelletti Vezzoso, (* 31. Mai 1966 in Fray Bentos) ist ein ehemaliger uruguayischer Fußballspieler.

## Karriere

### Vereine
Der 1,72 Meter große Offensivakteur Pelletti gehörte zu Beginn seiner Karriere 1985 der Mannschaft von El Tanque Sisley an. 1986 war der chilenische Verein CD Antofagasta sein Arbeitgeber. Von 1987 bis Mitte 1989 spielte er für die Montevideo Wanderers. Sodann wechselte er nach Spanien zu CD Castellón. In den Spielzeiten 1989/90 und 1990/91 bestritt er dort 55 Ligapartien in der Primera División und schoss zwei Tore. Im Juli 1991 schloss er sich dem Club Atlético Huracán an. Für die Argentinier traf er in der Folgezeit bei 136 Ligaeinsätzen 21-mal ins gegnerische Tor. Im Juli 1996 verpflichtete ihn CA Banfield. Beim Klub aus Banfield kam er in 38 Ligaspielen zum Einsatz und erzielte fünf Treffer. In der zweiten Jahreshälfte 1997 war er für die Argentinos Juniors aktiv. Dabei absolvierte er acht Ligabegegnungen (kein Tor). Von 1998 bis Mitte 2001 stand er erneut in Reihen der Montevideo Wanderers. Als letzte Karrierestation wird anschließend bis Mitte 2002 der ASM Oran aus Algerien geführt, bei dem er einmal (kein Tor) in der Liga zum Einsatz kam.

#### Nationalmannschaft
Pelletti, der seitens der RSSSF in der Namensschreibweise Peletti geführt wird, gehörte dem uruguayischen Aufgebot bei der Copa América 1987 an, das den Kontinentalmeistertitel gewann. Er debütierte jedoch erst am 30. April 1992 beim 1:0-Sieg im Freundschaftsländerspiel gegen Brasilien in der uruguayischen A-Nationalmannschaft, als er von Nationaltrainer Luis Cubilla in die Startelf beordert wurde. Auch an der Copa América 1993 nahm er mit Uruguay teil und wurde im Turnierverlauf dreimal eingesetzt. Insgesamt absolvierte er acht Länderspiele, bei denen ihm ein persönlicher Torerfolg nicht gelang. Sein letzter Länderspieleinsatz in der „Celeste“ datiert vom 26. Juni 1993 in der mit 3:5 im Elfmeterschießen (1:1) verlorenen Viertelfinalbegegnung des vorerwähnten Kontinentalturniers gegen Kolumbien.

#### Erfolge
- Copa América: 1987